# Eladio Vaschetto
Eladio Vaschetto (Santa Fe, ... – ...; fl. XX secolo) è stato un calciatore e allenatore di calcio argentino, di ruolo attaccante.

## Caratteristiche tecniche
Attaccante, giocava come mezzala destra.

## Carriera

### Giocatore
Originario di Santa Fe, dopo aver giocato nel Colón Vaschetto entrò a far parte della prima squadra del River Plate di Buenos Aires nel 1936. Formò la prima linea del club insieme a Peucelle, Ferreyra, Moreno e Pedernera per un biennio, partecipando al campionato del 1937, in cui l'attacco del River assommò 106 gol in 34 partite. Nel 1939 lasciò l'Argentina, trasferendosi all'estero: nel 1942 arrivò ai cileni del Colo-Colo di Santiago, con cui mise a segno una sola rete nel torneo nazionale del 1943. In seguito passò al Puebla, in Messico, con cui debuttò nel 1944; alla sua prima stagione con la società dalla banda azzurra, Vaschetto realizzò sei gol, con una doppietta al Guadalajara, mettendo peraltro a segno la prima rete della società in massima serie, nell'incontro del 20 agosto contro l'Atlas. Nella seconda annata andò in gol per quattro volte. Si ritirò al termine della stagione 1946-1947.

### Allenatore
Allenò in due occasioni il Porto, dapprima nel 1947-1948, succedendo a Carlos Nunes, e in seguito nel 1951-1952, iniziando la stagione come sostituto di Dezső Gencsy e lasciando la panchina a Passarin a campionato in corso.

## Palmarès

### Giocatore

#### Club

##### Competizioni nazionali
- Campionato argentino: 2

River Plate: 1936, 1937
- Coppa del Messico: 1

Puebla: 1944-1945